# Adrianus Gijzels

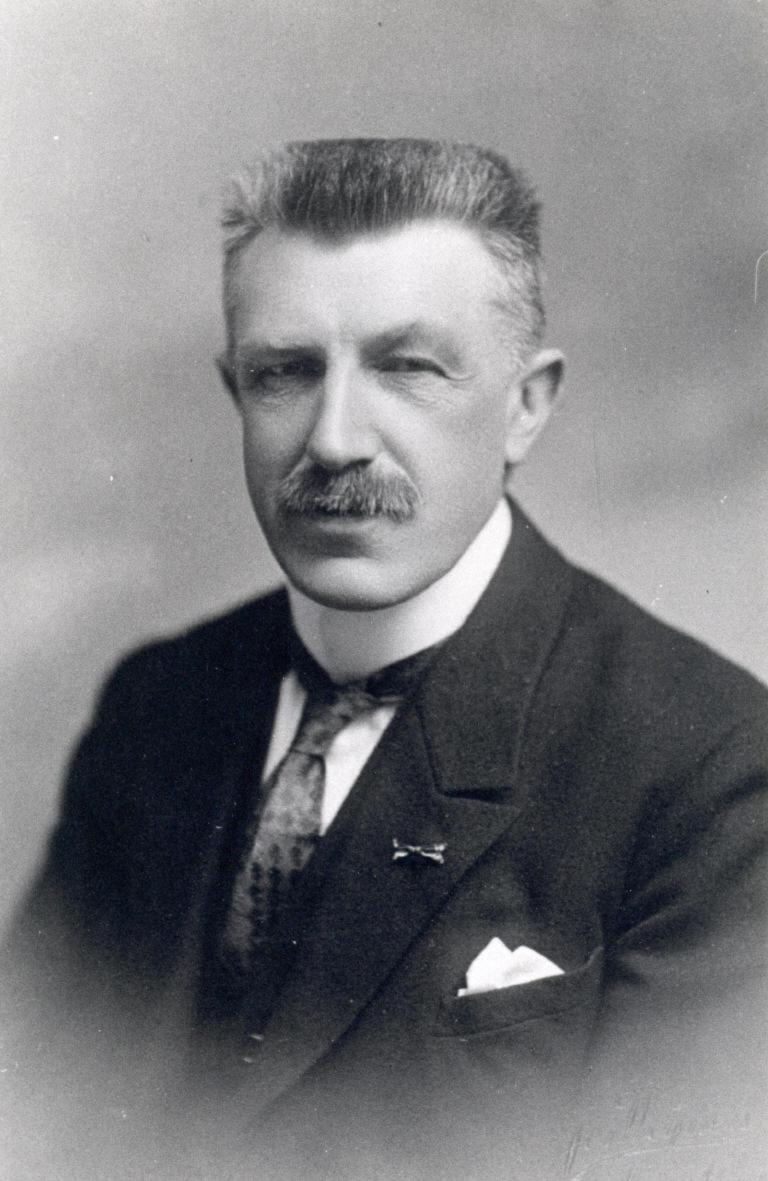
Adrianus Gijzels

Adrianus Hendrikus Gijzels (Oudheusden, 19 september 1871 – Maastricht, 20 december 1926) was een Nederlands burgemeester.
In juni 1901 werd Adrianus Gijzels te Vlierden onthaald als de nieuwe burgemeester. Hij woonde daarvóór te Lichtenvoorde. Later in 1901 werd hij tevens secretaris van Vlierden. In 1904 zorgde een twist over zijn salaris ervoor, dat Gijzels solliciteerde voor een ander burgemeesterschap. Hij werd daarop benoemd te Sittard. Ondanks deze overstap bleef hij nog enige maanden secretaris van Vlierden. Hij overleed op 55-jarige leeftijd tijdens zijn burgemeesterschap.
Gijzels huwde met Francisca Joanna Josephina Maria Hermans. Hun zoon Frans was tussen 1961 en 1963 staatssecretaris in het Kabinet-De Quay en tussen 1964 en 1976 burgemeester van Heerlen. Een oudere zoon Jan was burgemeester van Wijlre en Susteren.